# 練馬站
練馬站（日语：／ Nerima eki */?）是位於日本東京都練馬區，屬於西武鐵道、東京都交通局（都營地下鐵）的鐵路車站。西武鐵道的車站編號是SI06、東京都交通局是E 35。
西武鐵道站體所在地是練馬一丁目、東京都交通局站體所在地是豐玉北五丁目。

## 駛入路線
此站有西武鐵道的池袋線、豐島線、西武有樂町線與東京都交通局的都營地下鐵大江戶線停靠。
本站是西武鐵道豐島線與西武有樂町線的起點，但豐島線與池袋線池袋方向、西武有樂町線與池袋線飯能方向各自進行直通運行，故4方向的列車可以互相直通，具有交匯站的機能。

## 年表

### 西武鐵道
- 1915年（大正4年）4月15日：武藏野鐵道武藏野線車站於東京府北豐島郡下練馬村字栗山大門6082番地開業。
- 1927年（昭和2年）10月15日：豐島線（現西武豐島線）通車。
- 1945年（昭和20年）9月22日：成為西武農業鐵道車站。
- 1946年（昭和21年）11月15日：成為西武鐵道車站。
- 1964年（昭和39年）：從島式月台1面2線構造改為島式月台2面4線[1]。
- 1965年（昭和40年）4月25日：跨站式站房啟用[1]。
- 1966年（昭和41年）10月：開設北口[1]。
- 1970年（昭和45年）2月5日：廢止貨運業務[1]。
- 1993年（平成5年）12月6日：準急班次開始全日停靠本站。
- 1994年（平成6年）12月6日：西武有樂町線本站至新櫻台站間單線通車。開始經小竹向原站與帝都高速度交通營團（營團地下鐵）有樂町線相互直通運轉。
- 1998年（平成10年）3月26日：西武有樂町線本站至新櫻台站間複線啟用，與池袋線開始直通運轉。
- 2001年（平成13年）12月15日：池袋線快速班次開始停靠本站。
- 2003年（平成15年）3月12日：本站與練馬高野台站間複複線化。
- 2007年（平成19年）
  - 7月3日：站內開設「TOMONY」第1號店。
  - 8月31日：西武線、大江戶線地下連絡通道的站內商業設施「Emio」開幕。
- 2008年（平成20年）6月14日：池袋線通勤準急開始停靠本站。同日開業的東京地下鐵副都心線與西武有樂町線開始相互直通運轉。
- 2012年（平成24年）3月2日：定期券售票窗口結束營業[2]（但仍維持特急券發售業務）。
- 2013年（平成25年）3月16日：開始經東急東橫線、港未來線、地下鐵副都心線至飯能站與元町·中華街站的直通運轉，直通地下鐵線的快速急行直通列車開始停靠本站[3]。

### 都營地下鐵
- 1991年（平成3年）12月10日：都營地下鐵12號線光丘站至本站通車[4]。
- 1997年（平成9年）12月19日：本站至新宿站通車[5]。
- 2000年（平成12年）4月20日：都營地下鐵12號線改稱大江戶線。
- 2007年（平成19年）8月31日：西武線、大江戶線地下連絡通道的站內商業設施「Emio」開幕。

## 車站構造

### 西武鐵道
西武站區為一高架車站，月台採島式月台2面6線配置。其中兩邊最外側的軌道是通過線，而中央兩條軌道則同時供池袋線及豐島線列車使用，往池袋方向設有折返線，有效長度可容納4輛編組列車。
各月台與剪票口、剪票口與地面之間設有電梯與電扶梯。
2006年11月，兩月台新增候車室。
廁所位於二樓付費區內。

#### 月台配置
| 月台 | 路線           | 方向 | 目的地                 | 備註                             |
| ---- | -------------- | ---- | ---------------------- | -------------------------------- |
| 1    | 池袋線         | 下行 | 所澤、飯能方向         | 發自地下鐵線、橫濱方向的列車班次 |
| 2    | 池袋線、豐島線 | 下行 | 所澤、飯能、豐島園方向 | 發自池袋方向的列車班次           |
| 3    | 池袋線         | 上行 | 櫻台、池袋方向         |                                  |
| 4    | 西武有樂町線   | -    | 新櫻台、小竹向原方向   | 直通地下鐵線                     |

- 特急（日语：レッドアロー）「秩父」、「武藏」（日语：ちちぶ (列車)）定期列車全列車通過本站，但巾着田（日语：巾着田）曼珠沙華、秩父芝櫻開花時有部分班次會增停本站，而西武巨蛋「國際薔薇暨園藝展」展期運行的臨時列車「巨蛋（Rose Express）」也停靠本站。本站可購入特急券。
- 快速急行僅地下鐵線直通班次停靠本站，包含急行、通勤急行在內的西武線池袋所有快速急行起訖列車全列車通過本站。停靠本站的快速急行往飯能方向班次皆停靠1號線。
- 高架化以前[注釋 3]是島式月台2面4線形態，豐島線僅使用2、4號月台。
- 高架化工程期間，本站月台為2面3線形態，不使用1號月台。豐島線使用池袋線池袋方向月台對側的月台，當時採區間運行，不直通池袋。
- 2012年5月，全月台更新顯示器，剪票口大廳設置液晶顯示器。
- 8輛編組列車在月台中段停車。（※前後各空出1輛車廂）
- 收費座席指定列車「S-TRAIN」由於安全裝置ATS⇔ATC的切換在本站停車（但不在本站上下客）[6]。

#### 站內設施

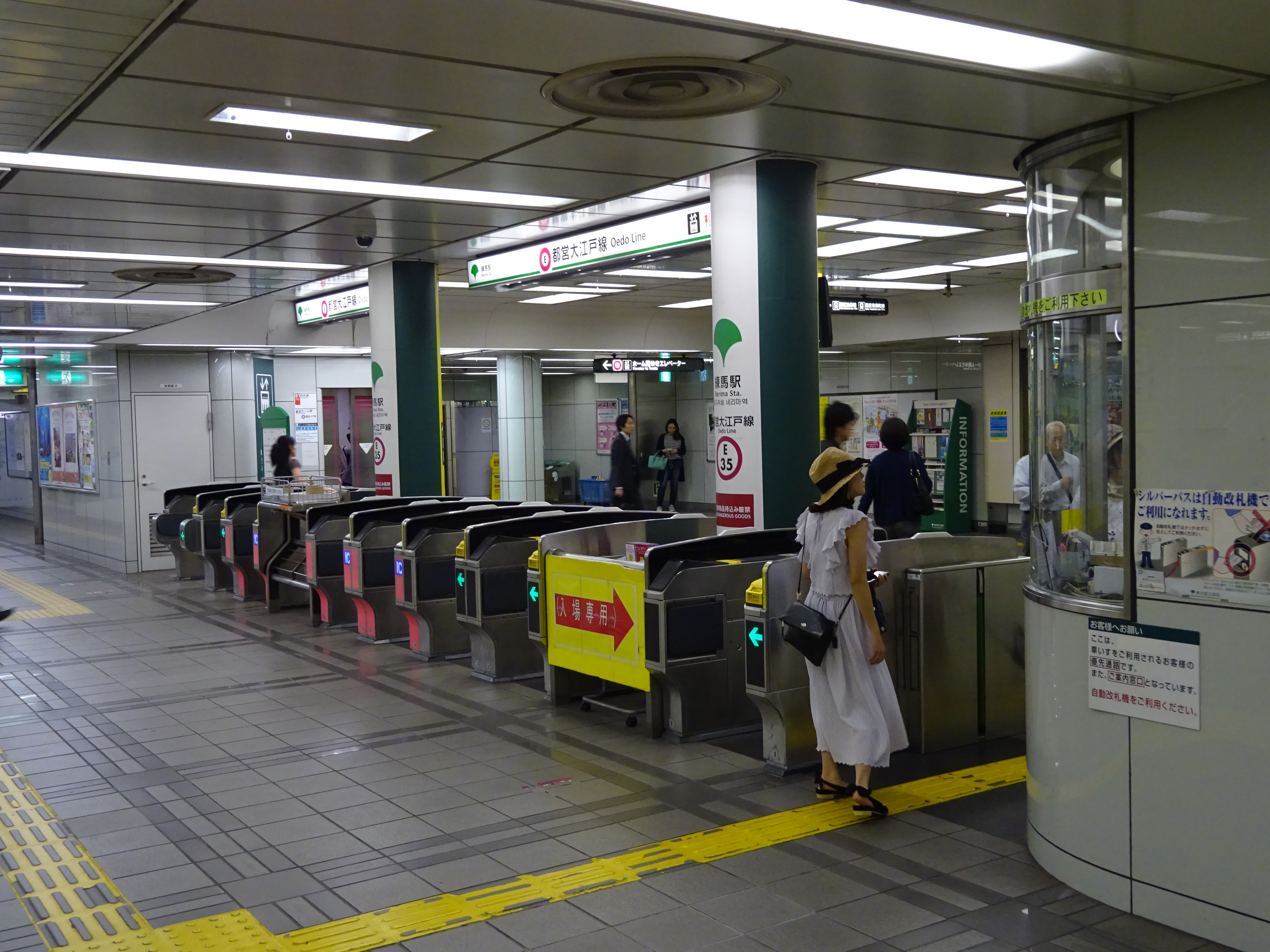
剪票口（2016年6月）

- 剪票口層
  - TOMONY（日语：TOMONY）（第1號店[注釋 4]）
- 地下連絡通道
  - Emio（日语：Emio）練馬 - 練馬區觀光資訊處等。

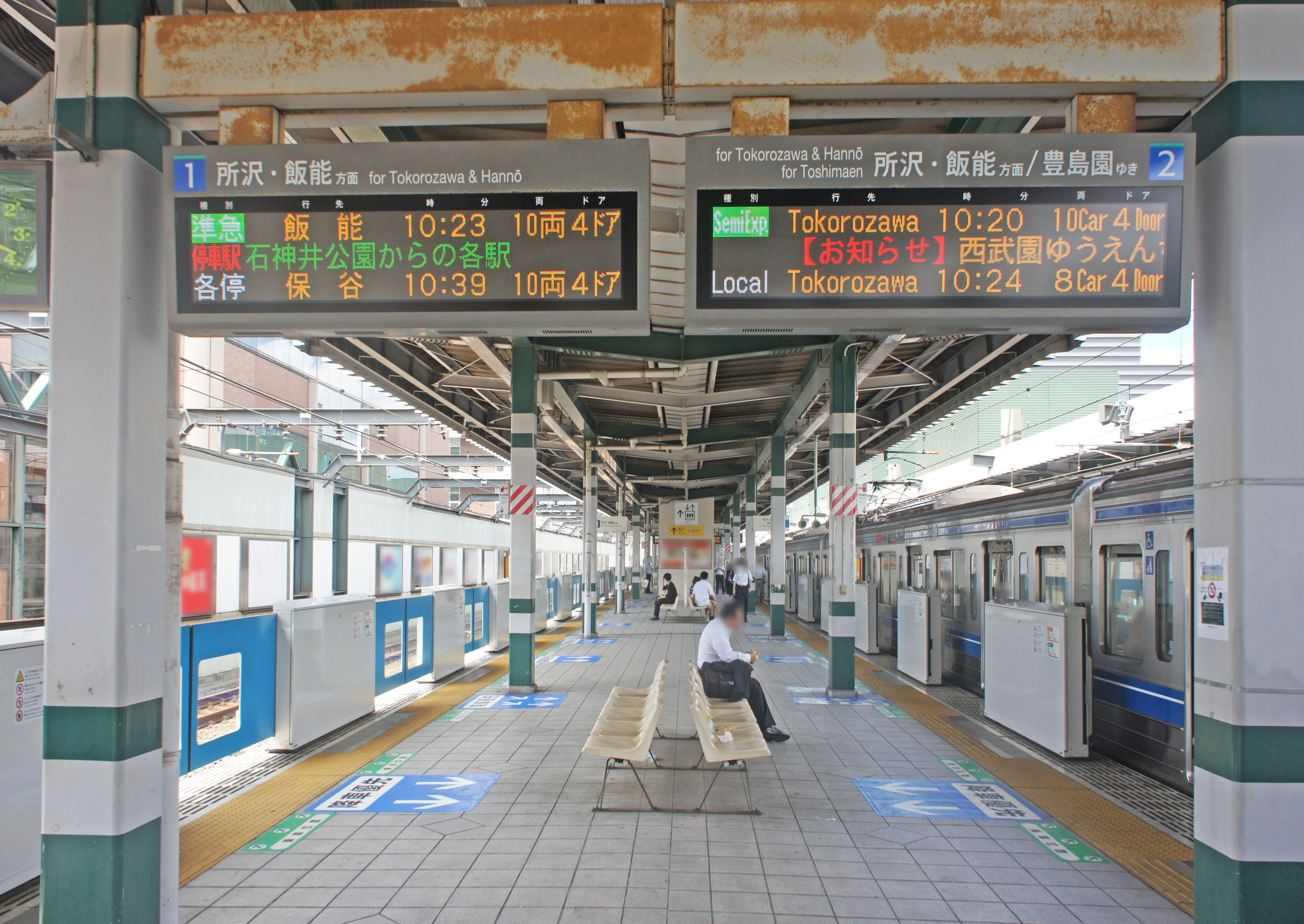
1・2號月台（2022年7月）
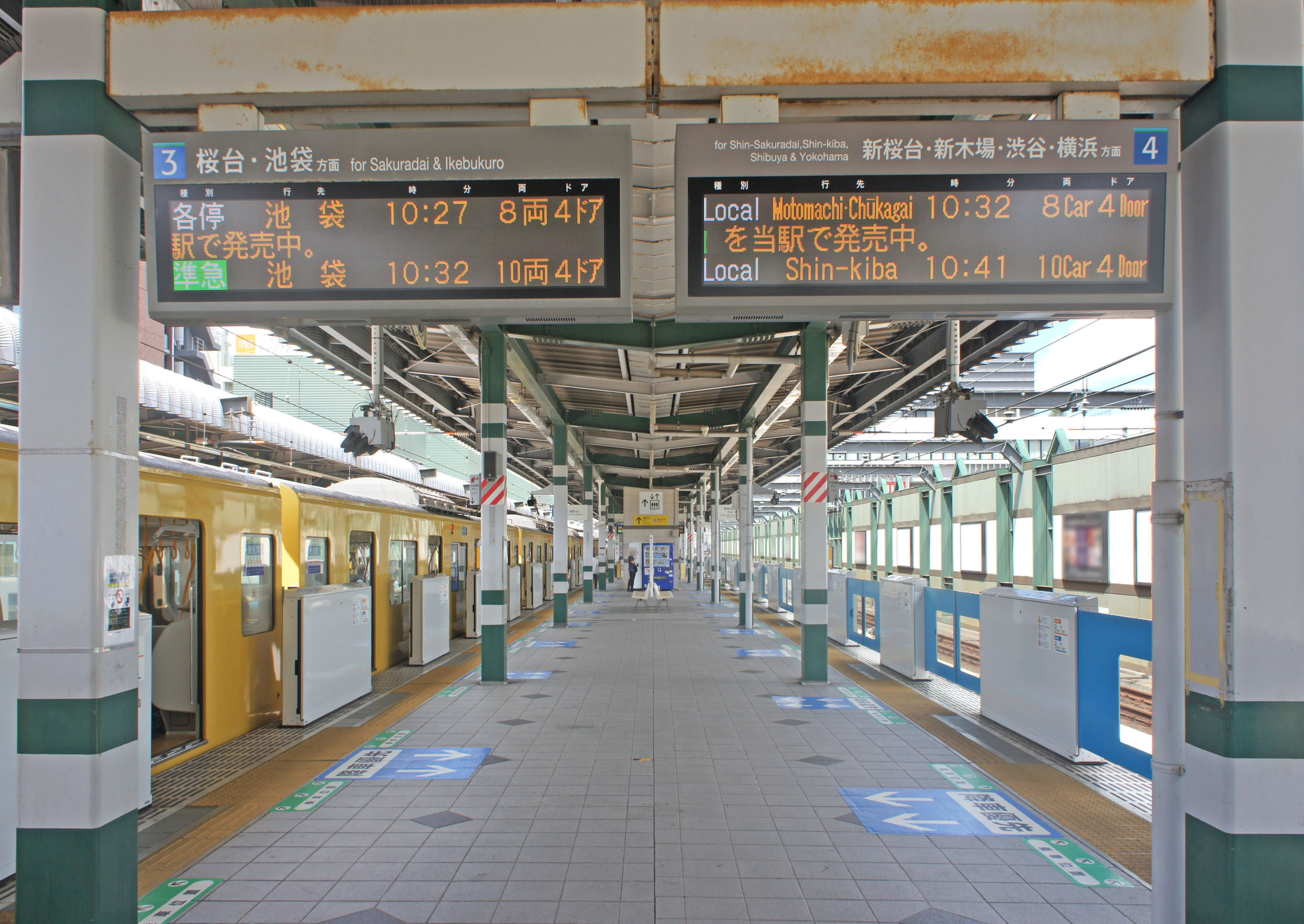
3・4號月台（2022年7月）
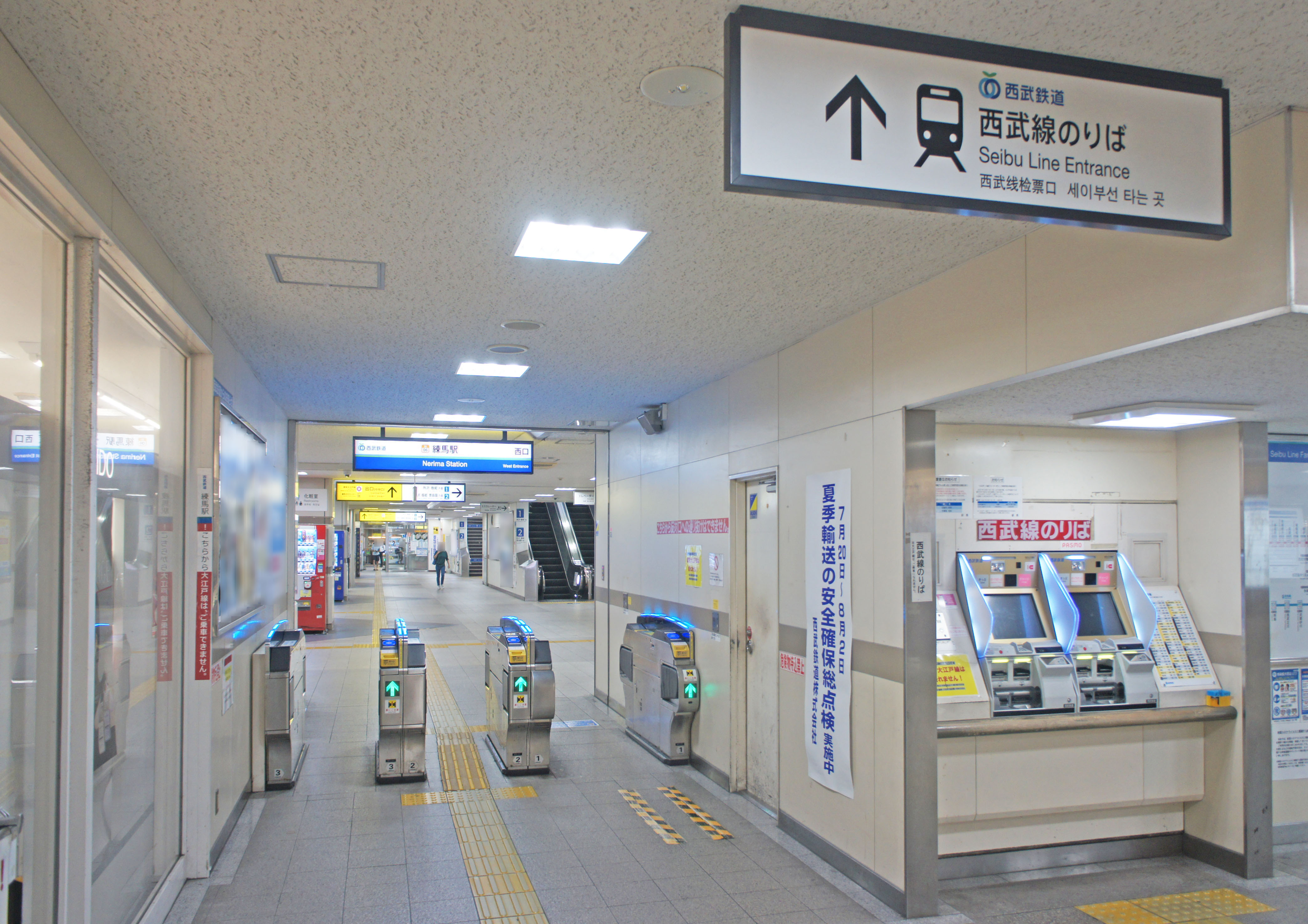
西檢票口（2022年7月）
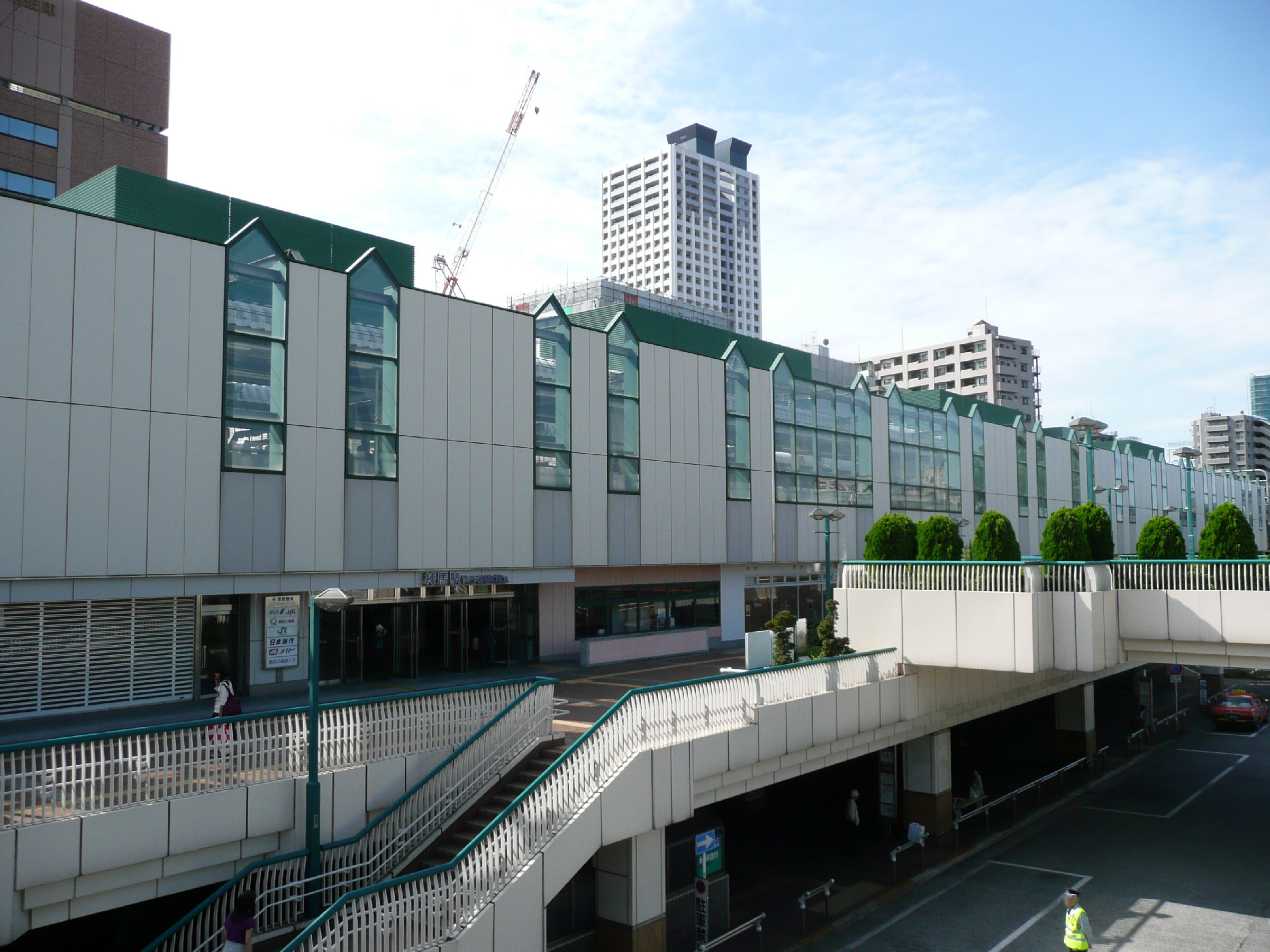
北口（2008年10月）
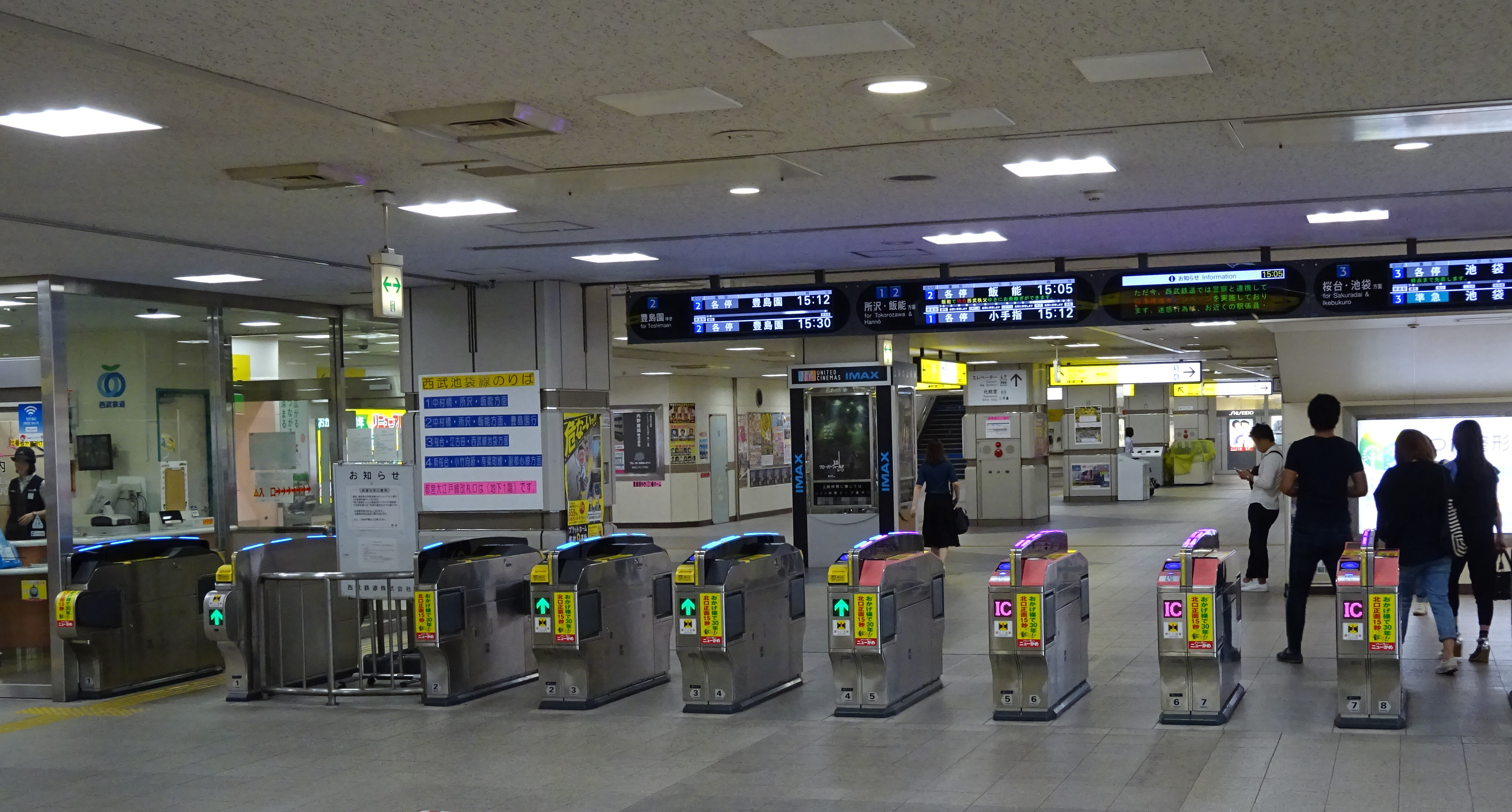
北口側剪票口（2016年6月）
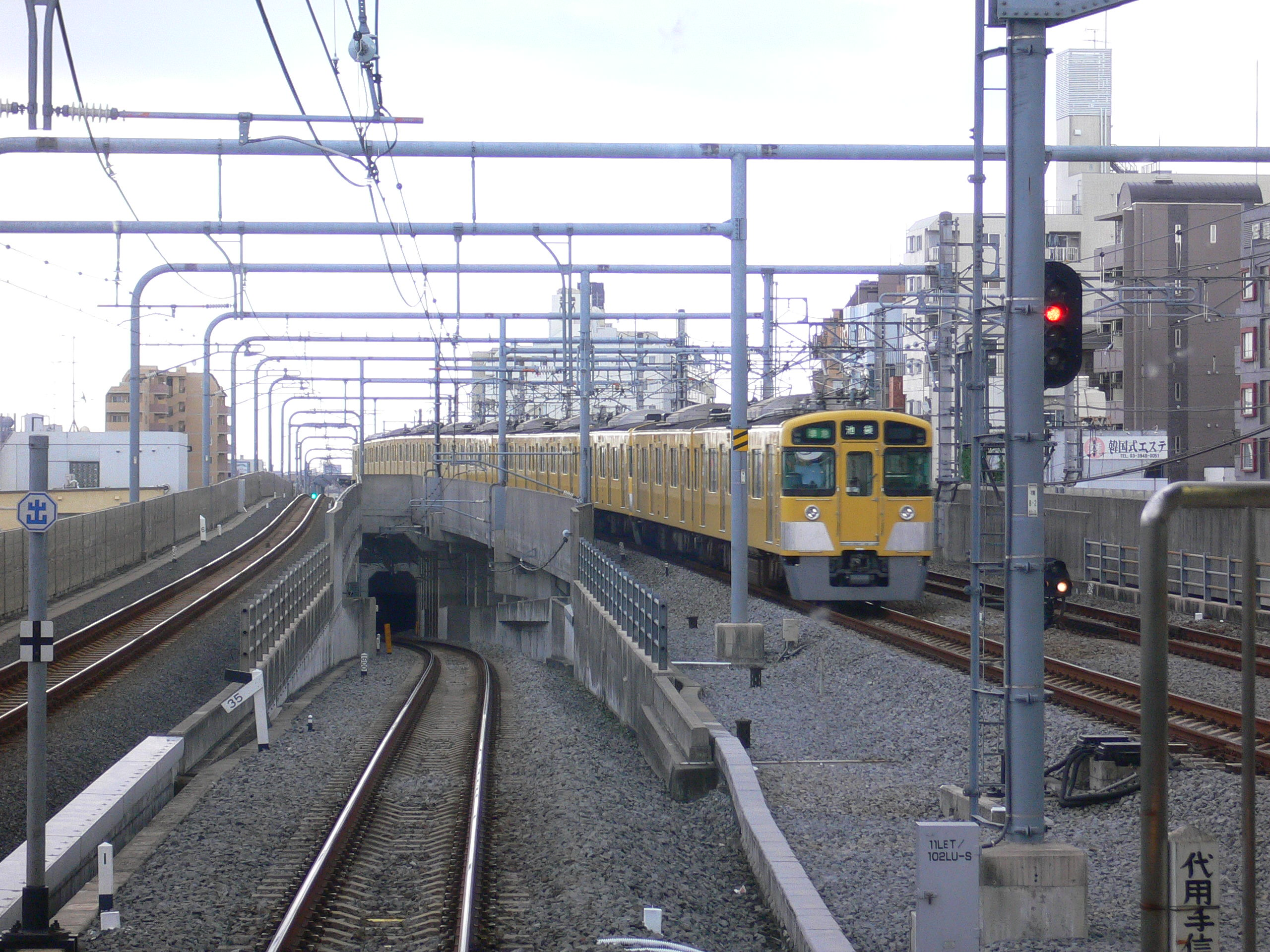
練馬站望向池袋方向。往下的是西武有樂町線。（2006年6月）

### 東京都交通局
東京都交通局站區是一地下車站，月台採島式月台1面2線配置。
月台與剪票口、剪票口與A2出入口之間設有電梯與電扶梯。另外月台與剪票口、剪票口與A1出入口及西武線連絡口之間設有電扶梯。
廁所在地下1樓剪票口內。

#### 月台配置
| 月台 | 路線     | 目的地                                   |
| ---- | -------- | ---------------------------------------- |
| 1    | 大江戶線 | 都廳前、六本木、（都廳前轉乘）飯田橋方向 |
| 2    | 大江戶線 | 光丘方向                                 |

（來源：都營地下鐵:車站構內圖 （页面存档备份，存于））
- 月台支柱的轉乘導覽中，「西武有樂町線」下方有註記「東京地下鐵線連絡乘車券不能轉乘」。
- 1991年12月10日本站 - 光丘間開業時，僅使用1號站台。當時2號站台未使用，因此方向標示與站名標下方註記「此月台無電車停靠」。

#### 站內設施
- 商店（Merci（日语：東京都営交通協力会））
- 神戶屋（日语：神戸屋）

- 剪票口（2016年6月）

## 利用狀況
- 西武鐵道 - 2017年度1日平均上下車人次為130,934人[使用人數 1]。
西武鐵道全部92個車站當中次於小竹向原站位居第5位。
- 都營地下鐵 - 2017年度日平均上下車人次為80,302人（上車人次：40,128人、下車人次：40,174人）[使用人數 2]。
大江戶線中僅次於新宿站、大門站、六本木站、勝鬨站、門前仲町站名列第6位。

各年度1日平均上下車人次如下表。
| 年度               | 西武鐵道           | 西武鐵道 | 都營地下鐵         | 都營地下鐵 |
| 年度               | 1日平均 上下車人次 | 增長率   | 1日平均 上下車人次 | 增長率     |
| ------------------ | ------------------ | -------- | ------------------ | ---------- |
| 1997年（平成09年） | 74,713             |          |                    |            |
| 1998年（平成10年） | 70,201             | −6.0%    |                    |            |
| 1999年（平成11年） | 68,985             | −1.7%    |                    |            |
| 2000年（平成12年） | 70,403             | 2.1%     | 44,879             |            |
| 2001年（平成13年） | 75,928             | 7.8%     | 56,456             | 25.8%      |
| 2002年（平成14年） | 77,906             | 2.6%     | 59,812             | 5.9%       |
| 2003年（平成15年） | 81,734             | 4.9%     | 63,736             | 6.6%       |
| 2004年（平成16年） | 83,638             | 2.3%     | 65,401             | 2.6%       |
| 2005年（平成17年） | 85,908             | 2.7%     | 67,318             | 2.9%       |
| 2006年（平成18年） | 88,728             | 3.3%     | 69,488             | 3.2%       |
| 2007年（平成19年） | 94,653             | 6.7%     | 73,613             | 5.9%       |
| 2008年（平成20年） | 99,013             | 4.6%     | 72,026             | −2.2%      |
| 2009年（平成21年） | 100,760            | 1.8%     | 70,677             | −1.9%      |
| 2010年（平成22年） | 109,231            | 8.4%     | 70,915             | 0.3%       |
| 2011年（平成23年） | 109,306            | 0.1%     | 69,631             | −1.8%      |
| 2012年（平成24年） | 113,851            | 4.2%     | 71,848             | 3.2%       |
| 2013年（平成25年） | 118,601            | 4.2%     | 73,396             | 2.2%       |
| 2014年（平成26年） | 121,472            | 2.4%     | 74,506             | 1.5%       |
| 2015年（平成27年） | 125,478            | 3.3%     | 76,875             | 3.2%       |
| 2016年（平成28年） | 127,818            | 1.9%     | 78,525             | 2.1%       |
| 2017年（平成29年） | 130,934            | 2.4%     | 80,302             | 2.3%       |

### 各年度1日平均上車人次（1910年代－1930年代）
各年度1日平均上車人次數如下表。
| 年度               | 武藏野鐵道 | 來源              |
| ------------------ | ---------- | ----------------- |
| 1915年（大正04年） | [ 備考 1 ] |                   |
| 1916年（大正05年） | 93         | [ 東京府統計 1 ]  |
| 1919年（大正08年） | 178        | [ 東京府統計 2 ]  |
| 1920年（大正09年） | 254        | [ 東京府統計 3 ]  |
| 1922年（大正11年） | 406        | [ 東京府統計 4 ]  |
| 1923年（大正12年） | 678        | [ 東京府統計 5 ]  |
| 1924年（大正13年） | 910        | [ 東京府統計 6 ]  |
| 1925年（大正14年） | 616        | [ 東京府統計 7 ]  |
| 1926年（昭和元年） | 1,137      | [ 東京府統計 8 ]  |
| 1927年（昭和02年） | 1,223      | [ 東京府統計 9 ]  |
| 1928年（昭和03年） | 1,628      | [ 東京府統計 10 ] |
| 1929年（昭和04年） | 1,497      | [ 東京府統計 11 ] |
| 1930年（昭和05年） | 950        | [ 東京府統計 12 ] |
| 1931年（昭和06年） | 926        | [ 東京府統計 13 ] |
| 1932年（昭和07年） | 1,153      | [ 東京府統計 14 ] |
| 1933年（昭和08年） | 1,302      | [ 東京府統計 15 ] |
| 1934年（昭和09年） | 1,381      | [ 東京府統計 16 ] |
| 1935年（昭和10年） | 1,430      | [ 東京府統計 17 ] |

### 各年度1日平均上車人次（1956年－2000年）
| 年度               | 西武鐵道 | 西武鐵道 | 西武鐵道      | 都營地下鐵 | 來源              |
| 年度               | 池袋線   | 豐島線   | 西武 有樂町線 | 都營地下鐵 | 來源              |
| ------------------ | -------- | -------- | ------------- | ---------- | ----------------- |
| 1956年（昭和31年） | 11,350   |          | 未開業        | 未開業     | [ 東京都統計 1 ]  |
| 1957年（昭和32年） | 19,666   |          | 未開業        | 未開業     | [ 東京都統計 2 ]  |
| 1958年（昭和33年） | 13,725   | 177      | 未開業        | 未開業     | [ 東京都統計 3 ]  |
| 1959年（昭和34年） | 24,516   |          | 未開業        | 未開業     | [ 東京都統計 4 ]  |
| 1960年（昭和35年） | 16,554   | 218      | 未開業        | 未開業     | [ 東京都統計 5 ]  |
| 1961年（昭和36年） | 17,695   | 259      | 未開業        | 未開業     | [ 東京都統計 6 ]  |
| 1962年（昭和37年） | 19,025   | 262      | 未開業        | 未開業     | [ 東京都統計 7 ]  |
| 1963年（昭和38年） | 20,680   | 331      | 未開業        | 未開業     | [ 東京都統計 8 ]  |
| 1964年（昭和39年） | 22,566   | 327      | 未開業        | 未開業     | [ 東京都統計 9 ]  |
| 1965年（昭和40年） | 23,921   | 375      | 未開業        | 未開業     | [ 東京都統計 10 ] |
| 1966年（昭和41年） | 23,187   | 318      | 未開業        | 未開業     | [ 東京都統計 11 ] |
| 1967年（昭和42年） | 23,284   | 289      | 未開業        | 未開業     | [ 東京都統計 12 ] |
| 1968年（昭和43年） | 22,829   | 300      | 未開業        | 未開業     | [ 東京都統計 13 ] |
| 1969年（昭和44年） | 22,452   | 373      | 未開業        | 未開業     | [ 東京都統計 14 ] |
| 1970年（昭和45年） | 22,321   | 852      | 未開業        | 未開業     | [ 東京都統計 15 ] |
| 1971年（昭和46年） | 22,383   | 1,055    | 未開業        | 未開業     | [ 東京都統計 16 ] |
| 1972年（昭和47年） | 22,715   | 1,038    | 未開業        | 未開業     | [ 東京都統計 17 ] |
| 1973年（昭和48年） | 23,038   | 1,025    | 未開業        | 未開業     | [ 東京都統計 18 ] |
| 1974年（昭和49年） | 24,279   |          | 未開業        | 未開業     | [ 東京都統計 19 ] |
| 1975年（昭和50年） | 24,107   |          | 未開業        | 未開業     | [ 東京都統計 20 ] |
| 1976年（昭和51年） | 23,301   |          | 未開業        | 未開業     | [ 東京都統計 21 ] |
| 1977年（昭和52年） | 23,041   | 633      | 未開業        | 未開業     | [ 東京都統計 22 ] |
| 1978年（昭和53年） | 22,564   | 622      | 未開業        | 未開業     | [ 東京都統計 23 ] |
| 1979年（昭和54年） | 22,527   | 560      | 未開業        | 未開業     | [ 東京都統計 24 ] |
| 1980年（昭和55年） | 22,364   | 521      | 未開業        | 未開業     | [ 東京都統計 25 ] |
| 1981年（昭和56年） | 22,175   | 479      | 未開業        | 未開業     | [ 東京都統計 26 ] |
| 1982年（昭和57年） | 22,288   | 482      | 未開業        | 未開業     | [ 東京都統計 27 ] |
| 1983年（昭和58年） | 22,063   | 514      | 未開業        | 未開業     | [ 東京都統計 28 ] |
| 1984年（昭和59年） | 21,614   | 499      | 未開業        | 未開業     | [ 東京都統計 29 ] |
| 1985年（昭和60年） | 21,729   | 501      | 未開業        | 未開業     | [ 東京都統計 30 ] |
| 1986年（昭和61年） | 22,118   | 575      | 未開業        | 未開業     | [ 東京都統計 31 ] |
| 1987年（昭和62年） | 22,232   | 563      | 未開業        | 未開業     | [ 東京都統計 32 ] |
| 1988年（昭和63年） | 22,416   | 721      | 未開業        | 未開業     | [ 東京都統計 33 ] |
| 1989年（平成元年） | 22,416   | 773      | 未開業        | 未開業     | [ 東京都統計 34 ] |
| 1990年（平成02年） | 22,362   | 729      | 未開業        | 未開業     | [ 東京都統計 35 ] |
| 1991年（平成03年） | 24,546   | 661      | 未開業        | 8,566      | [ 東京都統計 36 ] |
| 1992年（平成04年） | 29,877   | 518      | 未開業        | 6,241      | [ 東京都統計 37 ] |
| 1993年（平成05年） | 30,721   | 510      | 未開業        | 11,512     | [ 東京都統計 38 ] |
| 1994年（平成06年） | 31,622   | 507      | [ 備考 4 ]    | 12,677     | [ 東京都統計 39 ] |
| 1995年（平成07年） | 31,795   | 481      | 3,820         | 13,790     | [ 東京都統計 40 ] |
| 1996年（平成08年） | 32,690   | 460      | 3,888         | 14,123     | [ 東京都統計 41 ] |
| 1997年（平成09年） | 32,852   | 425      | 4,052         | 15,619     | [ 東京都統計 42 ] |
| 1998年（平成10年） | 30,934   | 208      | 3,899         | 18,964     | [ 東京都統計 43 ] |
| 1999年（平成11年） | 30,615   | 205      | 3,617         | 19,355     | [ 東京都統計 44 ] |
| 2000年（平成12年） | 31,959   | 216      | 3,384         | 22,168     | [ 東京都統計 45 ] |

### 各年度1日平均上車人次（2001年以後）
| 年度               | 西武鐵道 | 西武鐵道 | 西武鐵道      | 都營地下鐵 | 來源              |
| 年度               | 池袋線   | 豐島線   | 西武 有樂町線 | 都營地下鐵 | 來源              |
| ------------------ | -------- | -------- | ------------- | ---------- | ----------------- |
| 2001年（平成13年） | 35,090   | 222      | 3,173         | 27,715     | [ 東京都統計 46 ] |
| 2002年（平成14年） | 35,866   | 214      | 3,315         | 29,156     | [ 東京都統計 47 ] |
| 2003年（平成15年） | 37,708   | 224      | 3,566         | 30,989     | [ 東京都統計 48 ] |
| 2004年（平成16年） | 38,474   | 241      | 3,721         | 31,899     | [ 東京都統計 49 ] |
| 2005年（平成17年） | 39,414   | 249      | 3,866         | 32,855     | [ 東京都統計 50 ] |
| 2006年（平成18年） | 40,762   | 260      | 4,008         | 34,030     | [ 東京都統計 51 ] |
| 2007年（平成19年） | 42,489   | 333      | 4,757         | 36,293     | [ 東京都統計 52 ] |
| 2008年（平成20年） | 42,786   | 356      | 6,532         | 35,636     | [ 東京都統計 53 ] |
| 2009年（平成21年） | 42,926   | 370      | 7,110         | 35,124     | [ 東京都統計 54 ] |
| 2010年（平成22年） | 42,542   | 340      | 10,901        | 35,268     | [ 東京都統計 55 ] |
| 2011年（平成23年） | 42,273   | 339      | 11,475        | 34,671     | [ 東京都統計 56 ] |
| 2012年（平成24年） | 42,992   | 364      | 12,934        | 35,765     | [ 東京都統計 57 ] |
| 2013年（平成25年） | 43,739   | 369      | 14,550        | 36,555     | [ 東京都統計 58 ] |
| 2014年（平成26年） | 44,468   | 389      | 15,299        | 37,149     | [ 東京都統計 59 ] |
| 2015年（平成27年） | 45,656   | 407      | 16,057        | 38,356     | [ 東京都統計 60 ] |
| 2016年（平成28年） | 46,553   | 414      | 16,312        | 39,212     | [ 東京都統計 61 ] |
| 2017年（平成29年） |          |          |               | 40,128     |                   |

備註
1. ↑  1915年4月15日、池袋線開業。
2. ↑  1927年10月15日、豊島線開業。
3. ↑  1991年12月10日開業。開業日起至1992年3月31日為止合計113日間資料。
4. ↑  1994年12月6日、西武有楽町線開業。

## 車站周邊

### 高架下
- 西友練馬店
- plaza tokiwa（プラザときわ）

### 北口

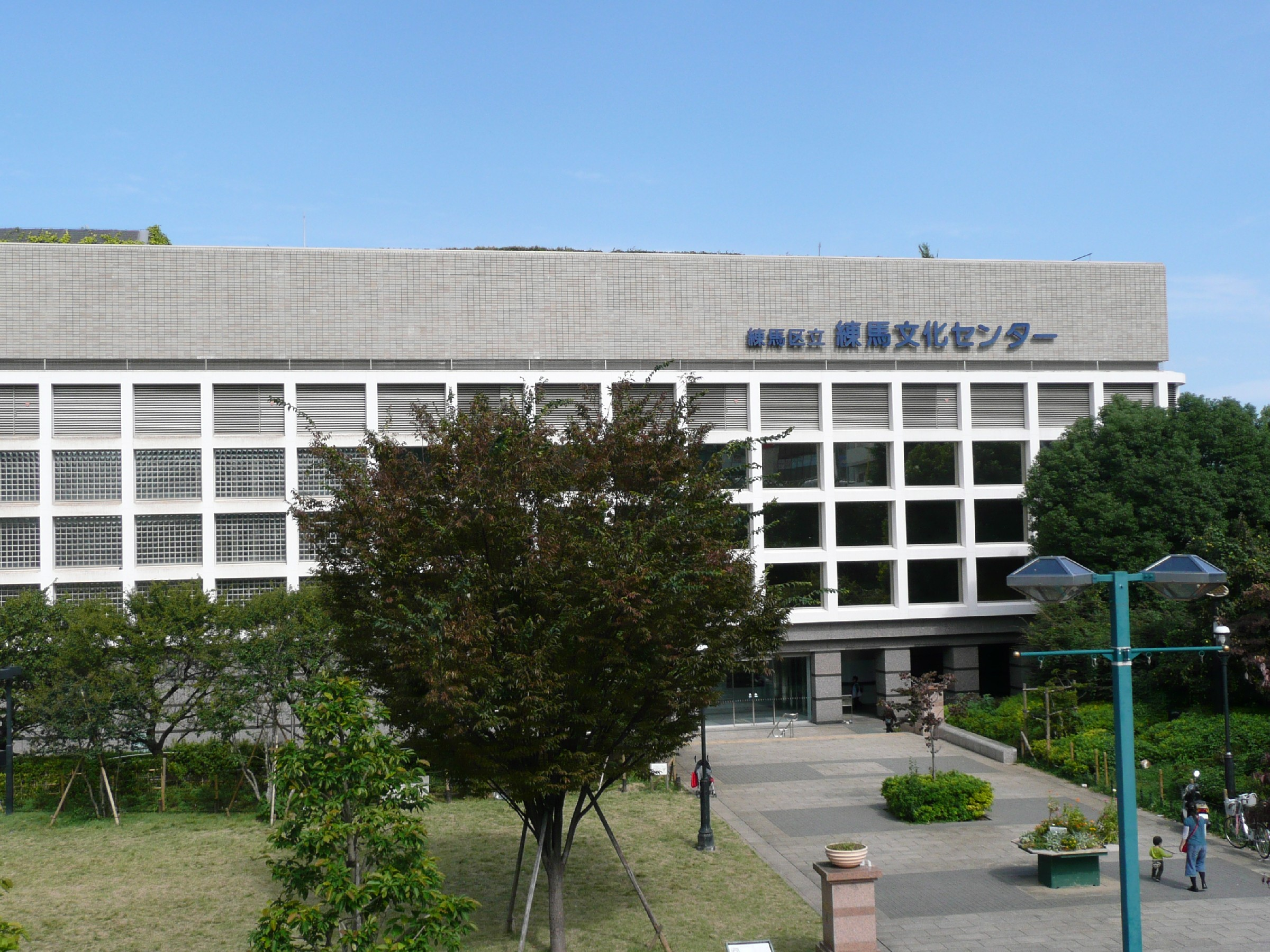
練馬文化中心

1920年至1970年，站前有鐘淵紡織練馬工廠。該用地後來改建為練馬文化中心與圓環。
- 練馬區立練馬文化中心
- 練馬站北口地下停車場
- 練馬Town Cycle（ねりまタウンサイクル）
- 練馬綜合運動場（日语：練馬総合運動場）
- 廣德寺（日语：広徳寺 (練馬区)）
- 練馬區立南町小學校
- 練馬區立開進第二中學校（日语：練馬区立開進第二中学校）

### 中央口、南口
面千川通，車站周邊有許多餐飲店，為商業區。
- 練馬區役所
  - 練馬區民事務所
  - 練馬區防災中心
  - 練馬綜合福祉事務所
  - 練馬區區民相談所
  - 練馬區保健所
- 練馬區立練馬公民館、練馬區立練馬圖書館（日语：練馬区立練馬図書館）
- 豐玉健康中心
  - 練馬區豐玉保健相談所
- 警視廳練馬警察署（日语：練馬警察署）
- 東京消防廳練馬消防署（日语：練馬消防署）
- 東京都主稅局（日语：東京都主税局）練馬都稅事務所
- 東京都水道局（日语：東京都水道局）練馬營業所
- 練馬郵便局（日语：練馬郵便局）
  - 郵貯銀行練馬店
- 三井住友銀行練馬支店
- 三菱東京UFJ銀行練馬支店
- 里索那銀行練馬支店
- 巢鴨信用金庫（日语：巣鴨信用金庫）練馬支店

## 巴士路線
過去南口千川通有路線巴士停靠。2003年北口圓環完成後，僅剩都營巴士新江62系統練馬車庫入庫班次次（2013年3月31日廢止）在南口發車，其他都改停靠北口圓環。
行駛關越自動車道的高速巴士站在南口步行約5分鐘左右的目白通「練馬區役所前」巴士站，高速巴士的導覽名為練馬站（練馬區役所前）。下行僅限上車，上行僅限下車。該公車站並未設置候車室與公共電話。

### 北口圓環
- 乘車處 (1)
  - 都營巴士
    - 白61：經目白站、江戶川橋、曙橋站往新宿站西口

  - 國際興業巴士（日语：国際興業バス）
    - 赤01：往赤羽站西口
    - 練95：往練馬北町車庫（日语：国際興業バス練馬営業所）

  - 綠巴士冰川台線（練馬區社區巴士 ）
    - 經練馬春日町站東、光丘站往練馬光丘醫院
    - 經冰川台站、東武練馬站入口往練馬北町車庫循環
- 乘車處 (2)
  - 京王巴士東
    - 中92：經沼袋站往中野站南口
    - 中92：往南藏院（深夜巴士）
- 乘車處 (3)
  - 西武巴士
    - 練41：經谷原二丁目往南田中車庫（日语：西武巴士練馬営業所）
    - 練42：經谷原二丁目往成增町
- 乘車處 (4)
  - 西武巴士
    - 練43：經富士見台站往南田中車庫
    - 練47：經下赤塚站往成增站南口
    - 練48：往新江古田站／往大泉學園站北口
- 乘車處 (5)
  - 關東巴士
    - 荻07：經鷺之宮站往荻窪站
    - 中25：經綜合東京醫院往中野站
    - 經綜合東京醫院往丸山營業所
- 乘車處 (6)
  - 關東巴士
    - 高10：經豐玉南住宅、野方站北口往高圓寺站
    - 高60：經櫻台站、野方站北口往高圓寺站

  - 東京空港交通
    - 往羽田機場

  - 關東巴士、豐鐵巴士（日语：豊鉄バス）
    - 往田原站前（新宿·豐橋EXPRESS 穗國號（日语：新宿、豊橋エクスプレス ほの国号））

### 南口
- 國際興業巴士
  - 終停
- 西武巴士
  - 下車專用（北口也可下車）
- 關東巴士
  - 荻07：下車專用（北口也可下車）
- 京王巴士東
  - 下車專用（北口也可下車）

### 練馬站（練馬區役所前）
- 西武巴士、越後交通、新潟交通（日语：新潟交通）
  - 新宿、池袋 - 新潟線
- 西武巴士、越後交通、頸城自動車（日语：頸城自動車）
  - 新宿、池袋 - 上越（直江津）線
- 西武巴士、富山地方鐵道
  - 新宿、池袋 - 富山線
- 西武巴士、加越能巴士
  - 新宿、池袋 - 高岡、冰見線
- 西武巴士、長電巴士（日语：長電バス）
  - 池袋 - 長野線
- 西武巴士、西武觀光巴士（日语：西武観光バス）、千曲巴士（日语：千曲バス）
  - 池袋 - 輕井澤、佐久、小諸、上田線
- 西武巴士、西日本JR巴士
  - 新宿、池袋 - 金澤線（金澤Express號（日语：金沢エクスプレス号））
- JR巴士關東
  - 新宿 - 伊香保、草津溫泉線（上州Yumeguri號（日语：上州ゆめぐり号））
  - 新宿 - 本庄、伊勢崎線
  - 新宿 - 佐久、小諸線
- 日本中央巴士（日语：日本中央バス）
  - 前橋、高崎 - 新宿、秋葉原線
- 京王電鐵巴士、Alpico交通
  - 新宿 - 長野線
- 西武觀光巴士、伊豆箱根巴士（日语：伊豆箱根バス）
  - 苗場白雪穿梭巴士 品川、池袋 - 苗場王子大飯店（日语：苗場プリンスホテル） ※季節運行

## 相鄰車站
西武鐵道

 池袋線
- ■特急（臨時）「秩父」「巨蛋（玫瑰特快）」停車站（「巨蛋」不可於池袋－此站及此站至所澤之間下車）

■快速急行、■急行・■通勤急行
通過（不過快速急行、急行直通西武有樂町線並有限度停車。後述）
■快速、■準急
池袋（SI01）－練馬（SI06）－石神井公園（SI10）
■通勤準急
池袋（SI01）－練馬（SI06）－大泉學園（SI11）
■各站停車
櫻台（SI05）－練馬（SI06）－中村橋（SI07）
 豐島線
■各站停車
櫻台（池袋線）（SI05）－練馬（SI06）－豐島園（SI39）
 西武有樂町線
■快速急行（只限西武有樂町線停車）、■急行（只限西武有樂町線系統臨時列車停車）、■快速、■準急（除以上外任何西武有樂町線內列車均為各站停車）
石神井公園（池袋線）（SI10）－練馬（SI06）－新櫻台（SI38）
■各站停車
中村橋（池袋線）（SI07）－練馬（SI06）－新櫻台（SI38）
 都營地下鐵
 大江戶線
新江古田（E 34）－練馬（E 35）－豐島園（E 36）

## 外部連結
- 練馬 - 西武鐵道
- 練馬 - 東京都交通局